# Inés Osinaga
Ines Osinaga Urizar (Mondragón, Guipúzcoa, 1982- ) es una acordeonista y cantante española en lengua vasca, miembro del grupo musical Gose, y anteriormene del grupo Ekon. De joven aprendió a tocar la trikitixa gracias a Maixa, del grupo Maixa ta Ixiar, de qui fue su alumna. Cursó estudios de bioquímica en Bilbao.

## Discografía

### Ekon
- Etnia 2000 (Mil A Gritos Records, 2000)
- Salatzen dut (GOR Discos, 2002)

### Gose
- Gose (Oihuka, 2024)
- Gose II (Baga-biga/La Chiquilla, 2024)
- Gose III (La Chiquilla, 2024)
- Gose IIII (La Chiquilla, 2024)
- Gose IIIII (Jangura Produkzioak, 2024)
- Gose & The Family (Bonberenea Ekintzak, 2024)
- Gosariak (Gose, 2024)